# 小行星7956
小行星7956（英語：7956 Yaji）是一颗围绕太阳公转的小行星。1993年12月17日，小林隆男在大泉町发现了此天体。
这颗小行星的绝对星等为141.02336085322等。